# Maanam

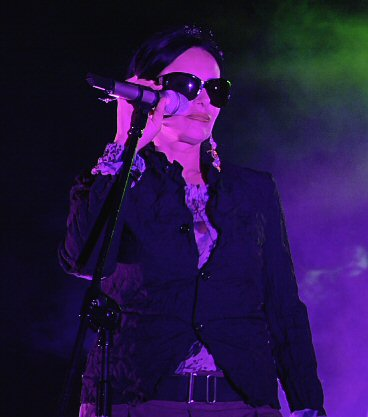
Kora (Olga Jackowska) 2008

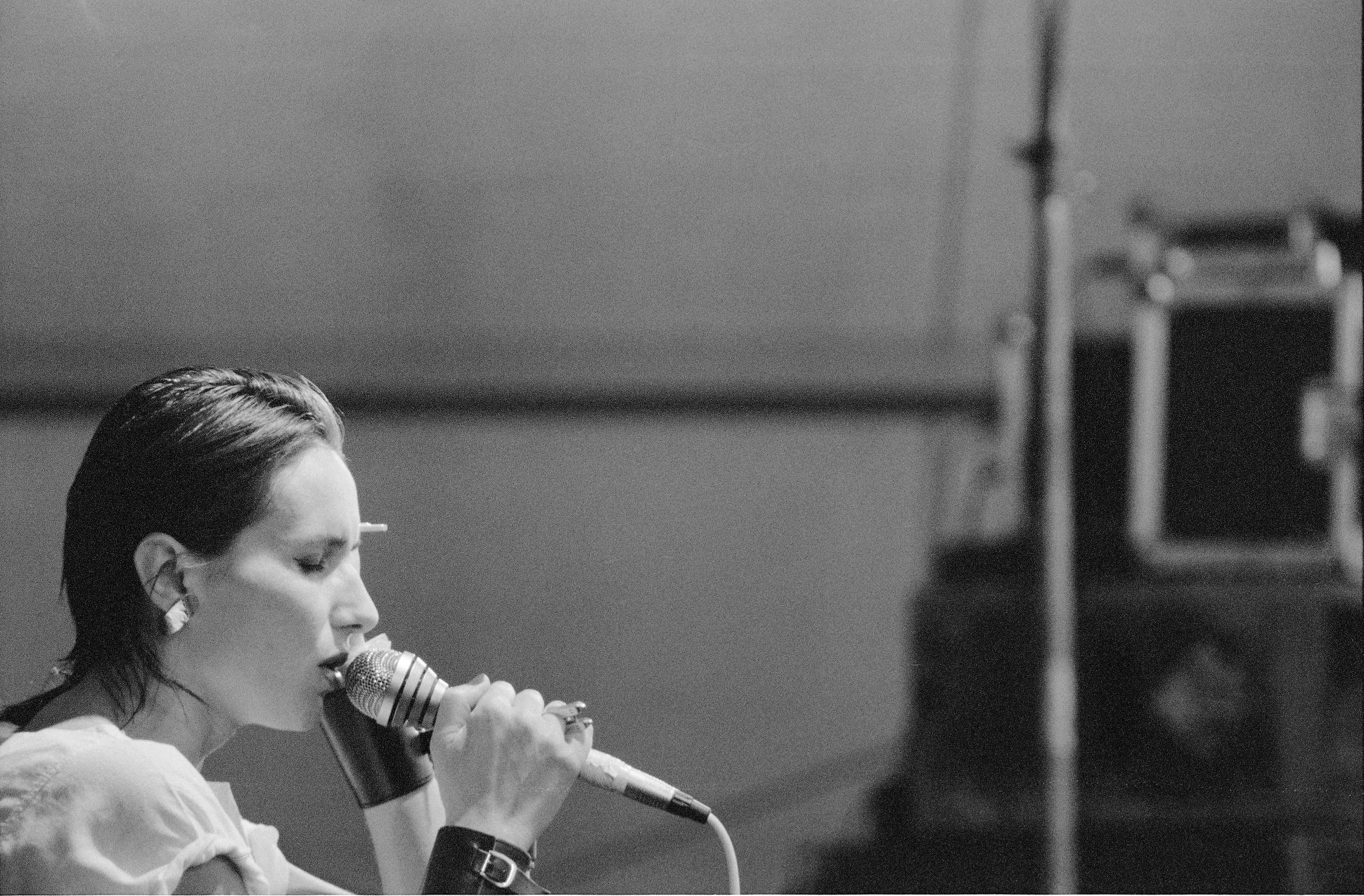
Kora (Olga Jackowska) 1985

Maanam war eine polnische Rockband, die von 1975 bis 2008 bestand und deren Wurzeln bis in die polnische Hippiebewegung zurückreichen.

## Geschichte
Die Herkunft des Namens der Gruppe ist nicht völlig klar. Die Sängerin der Band, Olga Jackowska (1951–2018), genannt „Kora“, war der Ansicht, er sei aus dem Wort der altpersischen Sprache für „ich bin“ entstanden. Ihr Mann hingegen, der Bandleader Marek Jackowski (1946–2013) meinte, der Name sei aus der Abkürzung „M-a-M“ für sein Duett mit Milo Kurtis im Jahr 1975 entstanden.
Die Band trat in der Besetzung „Kora, Jackowski und Kurtis“ zum ersten Mal 1976 auf. Nach dem Weggang von Kurtis zur Gruppe „Osjan“ ersetzte ihn John Porter, und die Gruppe trat zu dieser Zeit unter dem Namen „Maanam Elektryczny Prysznic“ (deutsch „Maanam Elektrische Dusche“) auf und spielte mystische, östlich inspirierte Musik mit sehr rockigem Klang.
Im Jahr 1979 verließ Porter die Gruppe und gründete eine eigene Formation, die „Porter Band“, und die Jackowskis spielten zusammen mit der Gruppe „Dżamble“ ihre erste Single ein. Die Band debütierte auf dem Open-Air-Festival im niederschlesischen Lubań, zu ihrer Besetzung fanden Krzysztof und Ryszard Olesiński sowie Ryszard Kupidur.
Das erste Album wurde im Jahr 1980 aufgenommen und ein Jahr später unter dem Namen Maanam herausgegeben. Zur Besetzung gehörten auch der Schlagzeuger Paweł Markowski und der Jazzsaxofonist Zbigniew Namysłowski. Viele Stücke von diesen Platten wurden Erfolge und das Album selbst gehört zu den Klassikern des polnischen Rock.
Ein Jahr später wurde das nächste Album veröffentlicht, O!, auf dem auch der Jazztrompeter Tomasz Stańko zu hören ist.
1983 wurde auf Englisch Night Patrol herausgegeben und 1984 die polnische Nocny Patrol. Dieses Album wird vielfach für das hervorragendste Werk von Marek Jackowski und Kora gehalten. Die Stimmung der Platten gibt nach Ansicht vieler die damalige Atmosphäre in Polen wieder. Das Bild zum Plattencover fertigte Tadeusz Rolke an. Gastmusiker waren Andrzej Olejniczak (sax/accordeon), Wiesław Dziedziński (accordeon), Mieczysław Decowski (vibes), Joze Torrez (Percussion) und Janusz Grzywacz (Keyboards).
1989 wurde unmittelbar vor der vorübergehenden Auflösung von Maanam Sie Ściemnia (Es wird dunkel) eingespielt. Das Album war kein kommerzieller Erfolg, dennoch gilt es vor allem durch seinen experimentellen Klang oftmals als eines der besten der Gruppe. Zu dieser Zeit war auch zum ersten Mal auf MTV ein Video der Band zu sehen.
1991 erfolgte die Rückkehr der Gruppe mit Derwisz i Anioł (Der Derwisch und der Engel). Erneut feierte Maanam Erfolge mit den daraus stammenden Titeln Wyjątkowo zimny maj (Ein außerordentlich kalter Mai), Anioł (Engel) und Co znaczą te słowa (Was bedeuten diese Worte). Das Bild auf dem Cover stammt von Andrzej Świetlik.
Mit dem Ende des Jahres 2008 wurde die als „vorübergehend“ bezeichnete Auflösung der Band bekanntgegeben. Eine Reaktivierung der Band erfolgte jedoch nicht mehr. Marek Jackowski verstarb am 18. Mai 2013, Kora am 28. Juli 2018.

## Diskografie
| - 1980: Maanam - 1982: O! - 1983: Night Patrol - 1984: Nocny Patrol - 1984: Totalski No Problemski - 1984: Kminek dla dziewczynek (Kümmel für Mädchen) - 1985: Wet Cat - 1985: Mental Cut - 1987: The Best of ... - 1988: Live - 1989: Sie ściemnia (Es wird dunkel) - 1991: The Singles Collection - 1991: Derwisz i anioł (Der Derwisch und der Engel) - 1991: The Best of – Kora & Maanam, Volume 1 & 2 | - 1992: The Best of – Czerwień/Röte - 1992: The Best of – Błękit/Blau - 1992: The Best of – Fiolet/Violett - 1992: The Best of - 1992: The Best of – Kora & Maanam, Volume 1 & 2 - 1993: Maanamania - 1994: Róża (Rose) (PL: ×3Dreifachplatin ) - 1995: Ballady (Ballade) (PL: Gold) - 1996: Łóżko (Das Bett) (PL: ×2Doppelplatin ) - 1997: Rockandrolle - 1998: Klucz (Der Schlüssel) - 1999: Kolekcjoner (PL: Platin) - 2000: Hotel Nirvana - 2000: Live - 2004: Znaki szczególne (Besondere Kennzeichen) - 2004: Kocham cię kochanie moje – Złota kolekcja (PL: Gold) |